# Franklyn Range
Franklyn Range är ett berg i Kanada.   Det ligger i Strathcona Regional District och provinsen British Columbia, i den sydvästra delen av landet, 3 700 km väster om huvudstaden Ottawa. Toppen på Franklyn Range är 440 meter över havet.
Terrängen runt Franklyn Range är kuperad åt sydost, men åt nordväst är den bergig.Trakten runt Franklyn Range är nära nog obefolkad, med mindre än två invånare per kvadratkilometer.. Det finns inga samhällen i närheten. 